# Bandy vid olympiska vinterspelen 1952
Bandy var en demonstrationssport vid olympiska vinterspelen 1952 i Oslo. Tre nordiska länder deltog, och Sverige vann en jämn turnering där alla tre lagen slutade på två poäng. Målskillnad avgjorde turneringen.
Norge valde att ta med bandy som uppvisningsspel, och en triangelserie spelades. Kravet var att det skulle finnas ett internationellt förbund, vilket inte fanns. Däremot fanns det en internationell bandyregelkommitté (IBK), som bildades 1949, med svensken Evert Törnqvist som bas. Denna kommitté, där Finland, Norge och Sverige var med, fick då representera bandyn i stället.
| Guld: | Silver: | Brons: |
| Sverige Yngve Palmqvist Orvar Bergmark Herbert Swartswee Karl-Erik Sjöberg Olle Lindgren Sven-Olof Landar Inge Cahlman Martin Johansson Olle Sääw Sven-Eric Broberg Ernst Hård Agard Magnusson Tore Olsson Henry Olsson | Norge Bosse Halla Leif Eriksen David Eriksen Arne Bakker Tore Frisholm Rolf Person Arne Johansen Einar Andersen Martin Olsen Harald Cato Helgerud Gunnar Fossum Ole Marthinsen | Finland Herbert Lundström Juhani Halme Yrjö Jussila Arvo Raitavuo Per-Erik Lindqvist Martti Nyyssönen Olof Stolpe Kauko Tukiainen Erik Åberg Heikki Ollikainen Sakari Salo Pentti Immonen Pentti Hämäläinen |

## Resultat
| 20 februari 1952 | Finland | 3–2 | Norge   |
| 21 februari 1952 | Norge   | 2–1 | Sverige |
| 23 februari 1952 | Sverige | 4–0 | Finland |

### Sluttabell
| Lag     | Matcher | Vinster | Oavgjorda | Förluster | Målskillnad | Poäng |
| ------- | ------- | ------- | --------- | --------- | ----------- | ----- |
| Sverige | 2       | 1       | 0         | 1         | 5–2         | 2     |
| Norge   | 2       | 1       | 0         | 1         | 4–4         | 2     |
| Finland | 2       | 1       | 0         | 1         | 3–6         | 2     |